# Dagur Dan Þórhallsson
Dagur Dan Þórhallsson, né le 2 mai 2000 à Hafnarfjörður en Islande, est un footballeur international islandais, qui évolue au poste d'arrière droit à Orlando City.

## Biographie

### En club
Né à Hafnarfjörður en Islande, Dagur Dan Þórhallsson est formé par le club local du Haukar. Après un passage en Belgique à la Gantoise, Þórhallsson signe le 21 avril 2018 avec le ÍBK Keflavík.
Il rejoint ensuite la Norvège et le club de Mjøndalen, d'abord sous la forme d'un prêt puis de manière définitive. Le 16 mars 2021 il est prêté pour une saison au Fylkir Reykjavik.
En janvier 2022, Dagur Dan Þórhallsson retourne en Islande pour signer en faveur du Breiðablik Kópavogur. Le transfert est annoncé dès le 29 octobre 2021.
Le 31 janvier 2023, Dagur Dan Þórhallsson rejoint les États-Unis afin de s'engager en faveur d'Orlando City. Il signe un contrat de deux ans, soit jusqu'en décembre 2024, avec deux années supplémentaires en option.
Þórhallsson marque son premier but pour Orlando le 5 juillet 2023 contre le Toronto FC lors d'une rencontre de MLS. Il entre en jeu et participe à la victoire de son équipe par quatre buts à zéro.

### En sélection
Dagur Dan Þórhallsson représente l'équipe d'Islande des moins de 19 ans, jouant trois matchs avec cette sélection en 2018.
Le 6 novembre 2022, Dagur Dan Þórhallsson honore sa première sélection avec l'équipe nationale d'Islande face à l'Arabie saoudite. Il est titulaire au poste de milieu de terrain lors de cette rencontre qui se solde par la défaite de son équipe (0-1 score final).